# Torrente – Der dumme Arm des Gesetzes
Der spanische Film Torrente – Der dumme Arm des Gesetzes (Originaltitel: Torrente, el brazo tonto de la ley) ist eine spanische Kriminalkomödie von Santiago Segura aus dem Jahr 1997.

## Handlung
José Luis Torrente ist ein Ex-Polizist, der aller erdenklich schlechten Eigenschaften in sich vereint. Er ist faul, unhöflich, sexistisch, rassistisch und stets betrunken. Er haust mit seinem Vater, dessen Behindertenausweis Torrentes einziges wirkliches Einkommen ist, in einer heruntergekommenen Wohnung in einem Slumviertel von Madrid.
Eines Tages zieht in der Nachbarschaft eine neue Familie ein, zu deren junger Nichte Amparo sich Torrente sofort hingezogen fühlt. Um ihr näher zu kommen, freundet er sich mit ihrem nerdigen, waffenbegeisterten Cousin Rafi an, indem er ihn zum Schießtraining und auf seine nächtlichen Runden mitnimmt. Während ihrer Patrouillen beginnt Torrente zu vermuten, dass in dem neuen chinesischen Restaurant in der Nachbarschaft kriminelle Aktivitäten stattfinden. Sein Verdacht bestätigt sich, als sein Vater dort eine Essensrolle stiehlt und so versehentlich eine Überdosis an Drogen zu sich nimmt, da die Rolle mit einem Heroinpäckchen gefüllt war. Torrente beschließt, den Drogenring zu knacken und hofft dadurch, seinen früheren Status bei der Polizei wiederzuerlangen.
Torrente und Rafi schleichen sich nachts in das Restaurant und werden Zeugen, wie gerade der Botenjunge Wang dafür gemaßregelt und sogar getötet wird, weil ihm eine Lieferung Heroin abhandengekommen war. Eben die, die Torrentes Vater einkassiert hatte. Dabei erfahren Torrente und Rafi, dass in Kürze eine große Drogenlieferung erwartet wird. Das Paar macht sich versehentlich bemerkbar und muss fliehen.
Torrente bittet Rafi und dessen Freunde um Hilfe: Malaguita, einen Kampfkünstler, Bombilla, einen Elektronikexperten und Toneti, ein James-Bond-Fan. Die Gruppe macht sich für ihre Aufklärungsmission bereit, um den Ort des Drogenhandels zu erkunden. Dazu begibt sich Toneti in das chinesische Restaurant, was dem Drogenboss El Francés am Ende die Identität Torrentes offenbart. Als Toneti durch ein Fenster zu fliehen versucht, stürzt er in den Tod.
El Francés und einige seiner Schläger überfallen Torrentes Wohnung, werden aber von dessen Vater angegriffen, der sie mit einem Taser attackiert, aber dabei einen Herzinfarkt erleidet und die Treppe hinunterstürzt. Da Torrente selbst nicht da ist, entführen sie Amparo, damit ihre Aktion nicht ganz umsonst war. Nachdem Torrente den Tod seines Vaters und Amparos Entführung entdeckt hat, beginnt er zu verzweifeln. Doch bekommt er von Lio-Chii, der Kellnerin des chinesischen Restaurants, einen Tipp, wo das Drogengeschäfts stattfindet soll. Sie behauptet, sie wolle so Rache für den Tod ihres Freundes Wang nehmen.
Torrente, Rafi, Malaguita, Bombilla, Lio-Chii und Torrentes Freund und Informant Carlitos machen sich auf den Weg zum Ort des Drogendeals, einem alten Lagerhaus außerhalb der Stadt. Die Gruppe entwirft einen komplexen Plan, wie sie den Deal zu ihren Gunsten manipulieren können. Aber ihr Plan geht von Anfang an schief. Zuerst explodiert versehentlich eine Bombe bei deren Explosion Bombita zu Tode kommt. Dann beginnen Farellis Männer auf eine konkurrierende Bande zu schießen und in der Folge sterben die meisten Gangster, aber auch Carlitos. Torrente schießt El Francés nieder und wird am Ende selbst in den Bauch geschossen, während Rafi Amparo rettet. Rafi wird daraufhin vom gegnerischen Gangsterboss Mendoza in die Enge getrieben. Er wird aber gerettet, als Lio-Chii Mendoza in den Rücken schießt. Als die Polizei eintrifft und die Lage geklärt ist, dankt Polizeikommissar Cayetano Rafi und Malaguita für die Hilfe bei der Zerschlagung des lokalen Drogenringes. Während Torrente mit einem Krankenwagen abtransportiert wird, bemerkt Cayetano das Fehlern der Drogengelder. Im davonrasenden Krankenwagen besticht Torrente die Krankenwagenfahrer und flieht mit den 50 Millionen Peseten, die er bei dem Durcheinander heimlich an sich genommen hat, nach Torremolinos.

## Hintergrund
Der von Columbia TriStar Films de España vertriebene Film kam am 13. März 1998 in Spanien in die Kinos.
Santiago Segura führte nicht nur Regie, sondern schrieb auch das Drehbuch und spielte die Hauptrolle des heruntergekommenen Ex-Polizisten José Luis Torrente, der sämtliche Register des Chauvinismus, Rassismus, Franquismus und der Korruption zieht.

## Kritiken
Das Lexikon des internationalen Films wertete: „Überdrehte Krimi-Persiflage als spanische Antwort auf harte Cop-Filme à la Sylvester Stallone. Nicht zimperlich in der Wahl seiner Mittel, bietet der Film makabre Gags und Slapstick-Einlagen, die häufig unter die Gürtellinie zielen.“
kino.de und schrieb: „Santiago Segura, Freunden der Materie bekannt als Heavy Metal Freak aus ‚El Dia de la Bestia‘, zieht als Regisseur und Antiheld wonnevoll sämtliche Drecksau-Register, so dass dem auf makabren Slapstick eingestellten Satirefreund das Lachen nicht selten im Hals stecken bleibt. Euro-Genrekino der gehobenen Sorte, ein Top-Tip für aufgeschlossene Cineasten.“

## Auszeichnungen
Der Film war 1999 dreimal für den spanischen Filmpreis Goya nominiert. Santiago Segura wurde als Bester Nachwuchsregisseur ausgezeichnet, Tony Leblanc als Bester Nebendarsteller. Javier Cámara war zwar als Bester Nachwuchsdarsteller nominiert, konnte sich aber nicht gegen Miroslav Táborský für den Film Das Mädchen deiner Träume durchsetzen.

## Fortsetzungen
Dem Film folgten bisher vier Fortsetzungen. 2001 inszenierte Regisseur Santiago Segura Torrente 2 – Mission Marbella. Vier Jahre später folgte mit Torrente 3: El protector der dritte und 2011 der vierte: Torrente 4: Lethal Crisis (Crisis Letal). 2014 wurde die bislang letzte Fortsetzung Torrente 5: Operación Eurovegas veröffentlicht.